# Warry Copse Cemetery
Warry Copse Cemetery is een Britse militaire begraafplaats met gesneuvelden uit de Eerste Wereldoorlog. Ze ligt in de Franse gemeente Courcelles-le-Comte vlak bij de spoorlijn Paris-Nord – Lille zo’n 1125 m ten zuidoosten van het centrum (gemeentehuis). 
De begraafplaats werd ontworpen door William Cowlishaw en heeft een rechthoekig grondplan met in de westelijke muur een boogvormige uitstulping waarin het Cross of Sacrifice staat. Ze wordt omsloten door een ruwe natuurstenen muur. Vanaf de Rue Gambetta (richting Gomiécourt) leidt een landweg van 450 m naar de toegang in de zuidoostelijke hoek van de begraafplaats. Een tweedelig metalen hek sluit deze af. Er liggen 40 Britse gesneuvelden waaronder 2 niet geïdentificeerde. 
De begraafplaats wordt onderhouden door de Commonwealth War Graves Commission. 

## Geschiedenis
Het dorp Courcelles-le-Comte werd op 21 augustus 1918 door de 3rd Division ingenomen. Aan het einde van de maand werd de begraafplaats door de Burial Officer  van deze divisie aangelegd. Alle slachtoffers vielen tussen 21 en 23 augustus 1918.

## Onderscheiden militairen
- Reginald James Barrett, kapitein bij The King's (Liverpool Regiment) werd onderscheiden met het Military Cross (MC).
- Charles Napier Mitchell, sergeant bij The King's (Liverpool Regiment) werd tweemaal onderscheiden met de Military Medal (MM and Bar).